# 佐武と市捕物控
『佐武と市捕物控』（さぶといちとりものひかえ）は、石森章太郎（石ノ森章太郎）による日本の漫画、また同作を原作としたテレビアニメ、テレビドラマ、小説。

## 概要
文政の江戸を舞台に、下っ引きの佐武と、按摩を営む盲目の市が、コンビを組んで殺人事件の解決に挑む、ミステリーの連作短編集。時代劇もの、ミステリーものに分類される。本来は岡引の配下の下っ引きを主人公にしたことが特徴である。
1966年に『週刊少年サンデー』で連載を開始した。1968年に『月刊ビッグコミック』に連載の場所を移す。キャラクターデザインは、しばらくの間は漫画的なデフォルメがされた『サンデー』版のものを踏襲していたが、後にリアルなデザインに変更された。作品内容も活劇ストーリー中心から画面表現が中心の当時としては実験的な作風へと変化した。
同年、毎日放送を制作局としてテレビアニメ化され、その後テレビドラマ化、小説化もなされた。
第13回（昭和42年度、1967年）小学館漫画賞受賞。

## ストーリー
若い下っ引きの佐武と、居合斬りの達人の市が江戸の治安を守るために戦う。

## 登場人物
佐武
声 - 富山敬（第33話まで）→井上真樹夫（第34話から）
下っ引。縄を繋ぎ、先端を尖らせた十手を投げつけて悪人を捕らえる捕縄術の名手。
本来同心に正式に雇われている者以外に十手は与えられないため、これは自分で勝手に作ったもの（懐から覗かせて「話を聞きたい」と使うが、逆に「こいつ、御用の筋だ」と危機に曝される事もある）。後に佐平次の蹟を受け、正式に十手持ちとなる（アニメ最終話）。
元々は甲斐の寒村の出身で、貧苦にあえぐ村を飛び出して江戸に出てきたところを佐平次に拾われる。
義理人情と正義感に篤い男前で、みどりとは相思相愛だが、若さゆえに未熟な面もある。
市
声 - 大宮悌二
盲目の按摩師で居合抜きの達人。佐武の親友で度々捕物に手を貸す。座頭市と同じく仕込み杖を使う。白目で眉毛がなく頭髪もない（本人の言では剃っているという）。詳しい年齢は不明だが佐武よりも年上で、中年相応に飄々とした物腰だが、佐武の危機にはいかなる困難にも屈せず助けに行く熱い心を秘めている。
子供の頃に馬に顔面を蹴られたことによる視神経切断で失明し、その不安から剣を学んだという。後にその馬に乗っていた侍と再会し、決闘で斬っている（市本人はその時の侍であったことを知らない）（第20話）。視力回復手術を受けた事もあるが、術後に包帯の為に居合の勘が狂ってしまい、佐武の窮地を救うために視力が戻らないのを覚悟で包帯を外してしまった。
みどり
声 - 武藤礼子
佐平次の娘。佐武に想いを寄せていて、佐平次も二人の仲を認めている。物語終盤では正式に夫婦となり男の子を儲ける。
佐平次
声 - 北村弘一
岡っ引。佐武の親分。痛風の持病があり床に伏せっている場合が多いため、捕物は佐武が主に行っている。
物語終盤で若い二人に後を託して息を引き取る。
佐太郎
佐武とみどりの一人息子。
田辺安之進
声 - 小林修
同心。佐武と佐平次の上司。
三太
声 - 松島みのり
市と同じ長屋に住む少年。佐武の一の子分を自称している。
むささび銀平
巾着切り（スリ師）。その後再登場して佐武の下っ引となる。毎回女に惚れてはそのために事件に巻き込まれる。最後には女性を守るため侍二人を殺害してしまい、佐武にあわせる顔がないと自刃して果てる。
捨松
元巾着切りで佐武の下っ引。銀平の弟分。よく肥えているため豚松と呼ばれる。こども好きで、捜査中に遊び方やおもちゃの作り方を教えている。ただし赤ん坊の扱いはいささか手荒い。銀平が斃れたあと出番がなくなる。
為公
佐武の下っ引。「大変(てぇへん)だ大変(てぇへん)だ！」と大声で駆け込んでくるため、「大変(てぇへん)の為」と呼ばれる。

## 刊本
朝日ソノラマ、秋田書店、講談社、大都社、メディアファクトリー、小学館（ゴールデンコミックス、小学館文庫）、笠倉漫画文庫、ちくま文庫と発表の場は多岐にわたり、小説と漫画の中間作品である「死ゃらく生」といった異色作をも含むと、紙書籍版による完全な形での全集は確認出来ていない。むしろ、初期の『週刊少年サンデー』版を「縄と石捕物控」と副題のみにし、本編から切り離す方向性すら確認出来る（笠倉漫画文庫版）。全話収録されているのは電子書籍版の【石ノ森章太郎デジタル大全】である。

### 書誌情報

#### 紙書籍版
| 巻数 | 発行日         | ISBN | 副題   | 内容                                                     |
| ---- | -------------- | ---- | ------ | -------------------------------------------------------- |
|      | 1967年3月27日  |      | 縄と石 | 赤い猫／首なし／刺青／天狗／花火／地獄斬り／シャマイクル |
| 1    | 1980年12月15日 |      |        |                                                          |
| 2    | 1980年12月20日 |      |        |                                                          |
| 3    | 1981年1月20日  |      |        |                                                          |
| 4    | 1981年1月20日  |      |        |                                                          |
| 5    | 1981年1月30日  |      |        |                                                          |
| 6    | 1981年1月30日  |      |        |                                                          |
| 7    | 1981年2月25日  |      |        |                                                          |
| 8    | 1981年2月28日  |      |        |                                                          |
| 9    | 1981年3月25日  |      |        |                                                          |
| 10   | 1981年3月25日  |      |        |                                                          |
| 11   | 1981年4月30日  |      |        |                                                          |
| 12   | 1981年4月30日  |      |        |                                                          |
| 13   | 1981年5月25日  |      |        |                                                          |
| 14   | 1981年6月10日  |      |        |                                                          |
| 15   | 1981年7月10日  |      |        |                                                          |
| 16   | 1981年8月20日  |      |        |                                                          |
| 17   | 1981年9月18日  |      |        |                                                          |

| 巻数 | 発行日        | ISBN | 内容                                                               |
| ---- | ------------- | ---- | ------------------------------------------------------------------ |
| 1    | 1968年7月     |      | 隅田川物語／ハンニャ／人形つかい／こいのぼり／雨／うらみ／おくり火 |
| 2    | 1969年3月10日 |      | 端午の節句／晩い夏／氷の朔日／狂い犬                               |
| 3    | 1969年        |      | 年の関／血と雪／春の絵 他                                          |
| 4    |               |      | 刻の祭り／闇の片脚                                                 |

| 巻数 | 発行日         | ISBN | 副題       |
| ---- | -------------- | ---- | ---------- |
| 1    | 1971年9月12日  |      | 隅田川物語 |
| 2    | 1971年9月12日  |      | 蝉しぐれ   |
| 3    | 1971年10月28日 |      | 端午の節句 |
| 4    | 1971年12月4日  |      | 野ざらし   |
| 5    | 1972年1月12日  |      | 紅い捕縄   |

| 巻数 | 発行日        | ISBN | 内容                                                                       |
| ---- | ------------- | ---- | -------------------------------------------------------------------------- |
| 1    | 1973年7月10日 |      | 隅田川物語／晩い夏／闇の片脚／刻の祭り／気狂い水                           |
| 2    | 1973年        |      | 氷の朔日／狂い犬／椋鳥／年の関／斬る／火床                                 |
| 3    | 1973年        |      | めでたさも中位なり江戸の春／血と雪／仏の村／長い雨／水溜り／熱い風／神隠し |
| 4    | 1973年        |      |                                                                            |
| 5    | 1973年9月20日 |      | 北風は黒馬の嘶き／鴉／お歯黒長屋／破れ太鼓／鬼／干潮／花祭り／野ざらし     |
| 6    | 1973年        |      | 群狼／稲荷火／よみうり／鐘馗／雨駕籠／怪談呪いの猫／行水／夏の詩／海鳴り   |

| 発行日         | ISBN          | 発行日       | ISBN |
| -------------- | ------------- | ------------ | ---- |
| 1983年11月25日 | 4-12-001251-4 | 1986年3月1日 |      |

| 巻数 | 小学館叢書     | 小学館叢書 | BIG COMICS SPECIAL SELECTION | BIG COMICS SPECIAL SELECTION | 副題   | 内容 |
| 巻数 | 発行日         | ISBN       | 発行日                       | ISBN                         | 副題   | 内容 |
| ---- | -------------- | ---------- | ---------------------------- | ---------------------------- | ------ | --- |
| 壱   | 1988年7月1日   |            | 2009年9月30日                |                              | 風の章 | 隅田川物語／弐百拾日／春の絵／熱い風／海鳴り／氷の罠／夏の音／紅葉狩／燕返し／木枯が吹いて冬がきた               |
| 弐   | 1988年8月10日  |            | 2009年10月30日               |                              | 花の章 | 芒／花祭り／血と雪／行水／おぼろ夜の濡れ縁／榾火を抱いた雪女／叢雲／晩い夏／夏の詩／名月や池をめぐりて夜もすがら |
| 参   | 1988年9月10日  |            | 2009年11月30日               |                              | 野の章 | 怪談呪いの黒猫／鴉／稲荷火／氷の朔日／椋鳥／北風は黒馬の嘶き／狂い犬／一重／七福神                               |
| 四   | 1988年10月10日 |            | 2009年12月26日               |                              | 天の章 | 刻の祭り／北風のみち／大山鳴動鼠鳴く／忍び／炎天の死／蛇の目／ねこやなぎじんちょうげ／鈴虫／散桜記／てくるま     |

| 巻数 | 発行日       | ISBN          | 内容                                                                            |
| ---- | ------------ | ------------- | ------------------------------------------------------------------------------- |
| 1    | 2000年1月1日 | 4-88991-985-6 | 赤い猫／首なし／天狗／花火／刺青／シャマイクル／地獄斬り／ソノシート版 地獄斬り |
| 2    | 2000年1月1日 | 4-88991-986-4 | ハンニャ／人形つかい／こいのぼり／雨／うらみ／おくり火／SFサブとイチ番外 狐火   |
| 3    | 2000年2月1日 | 4-8401-0021-7 | 隅田川物語／端午の節句／氷の朔日／晩い夏                                        |
| 4    | 2000年2月1日 | 4-8401-0022-5 | 狂い犬／刻の祭り／闇の片脚                                                      |

| 巻数 | 発行日        | ISBN              | 副題       | 内容                                                                                 |
| ---- | ------------- | ----------------- | ---------- | ------------------------------------------------------------------------------------ |
| 1    | 2017年4月22日 | 978-4-8002-7132-7 | 野ざらし   | 野ざらし／花祭り／神隠し／行水／弐百拾日／叢雲／北風は黒馬の嘶き／氷の罠／稲荷火     |
| 2    | 2017年4月22日 | 978-4-8002-7130-3 | 隅田川物語 | 隅田川物語／狂い水／ねこやなぎじんちょうげ／入梅穴／晩い夏／熱い風／蝉しぐれ／散桜記 |
| 3    | 2017年5月17日 | 978-4-8002-7199-0 | 闇の片脚   | 端午の節句／氷の朔日／狂い犬／闇の片脚／椋鳥／かわうそ                               |
| 4    | 2017年6月13日 | 978-4-8002-7243-0 | 刻の祭り   | 刻の祭り／年の関／めでたさも中位なり江戸の春／血と雪／夏の音                         |

- 文庫版

| 発行日        | ISBN          | 内容                                                                          |
| ------------- | ------------- | ----------------------------------------------------------------------------- |
| 1995年7月20日 | 4-7730-0351-0 | 赤い猫／首なし／天狗／花火／地獄斬り／シャマイクル／追控 暗闇に地獄を見ていた |

| 巻数 | 副題       | 発行日         | ISBN | 新版 | 新版           | 新版 |
| 巻数 | 副題       | 発行日         | ISBN | 巻数 | 発行日         | ISBN |
| ---- | ---------- | -------------- | ---- | ---- | -------------- | ---- |
| 1    | 隅田川物語 | 1976年12月20日 |      | 1    | 1996年5月10日  |      |
| 2    | 晩い夏     | 1976年12月20日 |      | 2    | 1996年5月10日  |      |
| 3    | 芒         | 1977年1月20日  |      | 3    | 1996年7月10日  |      |
| 4    | 水溜り     | 1977年2月20日  |      | 4    | 1996年7月10日  |      |
| 5    | 暫         | 1977年3月20日  |      | 5    | 1996年9月10日  |      |
| 6    | 花祭り     | 1977年5月20日  |      | 6    | 1996年9月10日  |      |
| 7    | 氷の朔日   | 1977年7月20日  |      | 7    | 1996年11月10日 |      |
| 8    | 夏の詩     | 1977年9月20日  |      | 8    | 1996年11月10日 |      |
| 9    | 紅葉狩     | 1978年2月20日  |      | 9    | 1997年1月1日   |      |
| 10   | 七福神     | 1978年3月20日  |      | 10   | 1997年1月１日  |      |
| 11   | 菖蒲       | 1978年4月20日  |      |      |                |      |
| 12   | 屛風の女   | 1978年5月20日  |      |      |                |      |
| 13   | 散桜記     | 1978年6月20日  |      |      |                |      |

| 巻数 | 発行日        | ISBN | 副題           | 内容                                                                             |
| ---- | ------------- | ---- | -------------- | -------------------------------------------------------------------------------- |
| 1    | 2019年6月10日 |      | 江戸の暮しの巻 | 生首雛人形／菖蒲／蛇の目／狂い犬／菊人形／年の関／めでたさも中位なり江戸の春     |
| 2    | 2019年7月9日  |      | 杖と十手の巻   | 熱い風／忍び／群狼／斬る／海鳴り／冥土の土産になにもろた／凍った血／シャマイクル |
| 3    | 2019年8月8日  |      | 愛憎の綾の巻   | 闇の片脚／血と雪／芒／巾着きり／燈籠流し／神隠し／端午の節句                     |

- 廉価版

| 巻数 | 発行日        | ISBN              | 副題     | 内容 |
| ---- | ------------- | ----------------- | -------- | --- |
| 1    | 2011年2月     |                   | 隅田川   | |
| 2    | 2011年3月30日 | 978-4-09-107343-3 | 江戸の春 | 椋鳥／年の関／めでたさも中位なり江戸の春／血と雪／春の絵／狂い水／斬る／火床／長い雨 |
| 3    | 2011年4月27日 | 978-4-09-107363-1 | 青葉闇   | 水溜り／熱い風／神隠し／蝉しぐれ／弐百拾日／芒／べったら市／忍び／裸虫／暫／北風は黒馬の嘶き／鴉 |
| 4    | 2011年5月27日 |                   | 川開き   | |
| 5    | 2011年6月24日 |                   | 遠花火   | |
| 6    | 2011年7月     |                   | 精霊流し | |
| 7    | 2011年8月31日 | 978-4-09-107434-8 | 茜雲     | 屛風の女／木枯が吹いて冬がきた／冥土の土産になにもろた／賽の河原のわらべ唄／大山鳴動鼠鳴く／榾火を抱いた雪女／うしろの正面だあれ／夜泣き榎／ねこやなぎ じんちょうげ／おぼろ夜の濡れ縁／散桜記／追跡／雪虫／凍った血 |

| 巻数 | 発行日        | ISBN              | 副題                            | 内容 |
| ---- | ------------- | ----------------- | ------------------------------- | --- |
| 1    | 2021年8月11日 | 978-4-8458-5767-8 | 江戸の男と女 情念の捕物控       | 血と雪／春の絵／べったら市／お歯黒長屋／破れ太鼓／黒い雪割草／うしろの正面だあれ／紅葉狩／行水／北風は黒馬の嘶き             |
| 2    |               |                   | 江戸の暮らし 哀しく泣ける捕物控 | 水溜り／稲荷火／凍った血／蛇の目 他                                                                                          |
|      | 2022年3月14日 |                   |                                 | 野ざらし／芒／狂い水／鐘馗／名月や池をめぐりて夜もすがら／菊人形／七福神／氷の罠／てくるま／大山鳴動鼠鳴く／あらし／燈籠流し |

#### 電子書籍版
全18巻、『墓文字屋さぶ』『大江戸相撲列伝』を併録。

### 贋作 佐武と市捕り物控
本作を掲載していた『ビッグコミック』が、2013年に創刊45周年を迎えるに当たり、これを記念して5号にて細野不二彦によるリメイクの読み切り『贋作 佐武と市捕物控』が掲載された。

## 小説

### 辻真先版
朝日ソノラマにて辻真先が小説化。
続発する殺人事件。全ての事件はシーボルト事件に繋がる。間宮林蔵、平山行蔵も登場。

### 蘭巴版
『小説佐武と市捕物控』（しょうせつ さぶといちとりものひかえ）というタイトルで蘭巴が小学館文庫にて小説化。全2巻。

## アニメ

### 解説
NETテレビ系で、1968年10月3日から1969年9月24日まで放映。制作は毎日放送（MBS） 。モノクロ。当初は成人層を視聴者とする狙いで、当時のアニメ番組としては異例の21:00 - 21:30枠で放映されたが、半年後には19:00 - 19:30枠に変更されている。
端々に実写映像を使用する実験的な演出も行われている。
MBS制作アニメとしては2023年7月に『いきものさん』が開始するまで腸捻転解消前後を通じて唯一の東映動画（現・東映アニメーション）との作品だった。また、NET→テレビ朝日以外の制作によるANN系列の東映動画のテレビアニメは、本作品以後、『とんがり帽子のメモル』（腸捻転解消後の朝日放送〔ABC〕制作）まで途絶えることになる。
ローカルセールス枠であり、NETではハヤミズ（速水家具センター）、MBSでは大阪ガスの1社提供で放送された。
本放送時、制作局のMBSでは『反逆者』を第1話、『三匹の狂犬』を第2話として放送したが、NETでは逆に『三匹の狂犬』を第1話、『反逆者』を第2話として放送するという異例の措置が執られた。この事実は後年になって知られ始めたものであるため、現在でも『三匹の狂犬』を第1話と記載する資料が多い。
山下毅雄によるBGMの幾つかは、後に放送された「ルパン三世」における石川五右衛門関連のシーン等に流用されている。

### キャスト
- 佐武：富山敬（1-33話）→井上真樹夫（34-52話）
- 市：大宮悌二
- みどり：武藤礼子
- 佐平次：北村弘一
- 田辺安之進：小林修
- 三太：松島みのり
- ナレーター：小林昭二

### スタッフ
- 原作：石ノ森章太郎
- 音楽：山下毅雄
- 美術：山本義也、西芳邦、沼井肇
- 背景：水谷昇、西原繁男、小山田哲也、竹内俊英
- 仕上：神田武幸、六笠有子、織田恵美、高橋光子、平賀豊彦、庵宮東世、高橋俊雄
- トレス：宮土美沙子、北山礼子、横井千鶴子
- 彩色：尾崎宮子、小山郁子、佐藤敦子、木村和江、早川乃里子
- 撮影：大石久剛、森口洋輔、月岡英生、八巻馨、小林三男、浜崎敬一、板東昭雄、高橋宏固
- 演助：神田武幸、及部保雄、小湊洋市
- 記録：池田起代子、木俣時子
- 編集：尾形治敏、西出栄子、花井正明
- 制作担当：斉藤弘平、藤田鉱一
- 担当制作：綱田靖夫、牧元悟、おおだ靖夫、土田浩、岩崎正美、後藤靖弘、国井よういち
- 進行：尾崎正樹、上山憲二、大野清、石黒信一、三沢徹夫、小森徹、山田勝久
- 制作：角田喜代一
- 音声演出：浅野良一
- 音響：明田川進、草間良元
- 効果：水町正俊、大平紀義、TEO
- 録音：神原博巳、浅野良一
- 選曲：宮下滋
- 現像：育映社、東京テレビセンター、東映化学
- 企画：電通
- 監修：松田定次
- 作画：村野守美、杉野昭夫、沼本清海、飯野肇、石山卓也、森田浩光、甲藤征史、後藤静夫、津野二朗、上梨満雄、藤田真吾、山崎隆生、半田輝男、小川隆雄、高島鉄也、長谷川淑子、矢沢則夫、井上勝、所初恵、神山美智子、棚橋一徳、落合正宗、石黒育、木村圭市郎
- 制作：虫プロダクション、東映動画、スタジオ・ゼロ
- ナレーション：小林昭二、相模太郎（18話のみ）

### 主題歌
オープニング・前期エンディング「佐武と市捕物控」
作曲 - 山下毅雄 / コーラス - GEMシンガーズ
後期エンディング「佐武と市捕物控」
作詞 - 大町志郎 / 作曲 - 山下毅雄 / 歌 - 坂梨昇

### 各話リスト
| 話数 | サブタイトル           | 脚本       | 演出              | 製作             | ゲストキャラクター | 備考  |
| ---- | ---------------------- | ---------- | ----------------- | ---------------- | --- | ----- |
| 1    | 反逆者                 | 鈴木生朗   | 鈴木伸一          | スタジオ・ゼロ   | - 響京之介（広川太一郎） - 天堂兵馬（小林清志） - 冴（林杏子） - 源助（永井一郎） - お兼（麻生みつ子） - 浪人（北村弘一） - 藤八（保科三良）                                | [ 5 ] |
| 2    | 三匹の狂犬             | 鈴木生朗   | りんたろう 真崎守 | 虫プロダクション | - お蝶（池田昌子） - 片目（大塚周夫） - まむし（立壁和也） - 与太（峰恵研）                                                                                                 | [ 5 ] |
| 3    | 般若                   | 阿部桂一   | りんたろう 真崎守 | 虫プロダクション | - 八巻鉄斉（小林修） - 真壁十内（峰恵研） - 八五郎（立壁和也） - お香（栗葉子） - 千松（堀絢子）                                                                            |       |
| 4    | 大江戸暮色             | 鈴木生朗   | 黒川文男          | スタジオ・ゼロ   | - 小吉（峰恵研） - 小いな（来宮良子） - 源次（立壁和也） - 頭取（加藤精三） - 沢島外記（高塔正康）                                                                          |       |
| 5    | 女スリを追え           | 鈴木生朗   | 小島英夫          | スタジオ・ゼロ   | - お京（坂井すみ江） - 銀次（立壁和也） - 六蔵（北山年男） - 幸吉（峰恵研） - 牢番（上田敏也） - 女囚（山田千枝）                                                           |       |
| 6    | 死を呼ぶ子守唄         | 迫間健     | りんたろう 真崎守 | 虫プロダクション | - 太郎吉（山本嘉子） - おかみ（野沢雅子） - 権次（立壁和也） - 仁兵（北村弘一） - 新吉（峰恵研） - お島（武藤礼子） - 政五郎（納谷悟朗） - 伊助（滝口順平）                 |       |
| 7    | 涙の逆手斬り           | 阿部桂一   | りんたろう 真崎守 | 虫プロダクション | - 北岡玄之丞（小林修） - きぬ（松島みのり） - 伊織（峰恵研） - 浪人（北村弘一） - 娘（野村道子） - 横井拘庵（大塚周夫）                                                     |       |
| 8    | 魔の当りくじ           | 迫間健     | 吉良敬三          | スタジオ・ゼロ   | - 主膳（高塔正康） - 利平（上田敏也） - 仁吉（藤田啓二） - 宮司（池田生二） - 六助（立壁和也） - 勘坊（清水マリ） - お近（中島貴美恵） - 瓦版（峰恵研）                     |       |
| 9    | 恐怖の島送り           | 迫間健     | 村野守美          | 虫プロダクション | - 常五郎（滝口順平） - 大男（小林修） - 手下（峰恵研） - 奉行（岡部政明）                                                                                                   |       |
| 10   | 地獄の掟               | 鈴木生朗   | 小島英夫          | スタジオ・ゼロ   | - お兼（麻生みつ子） - 黒沢（高塔正康） - 重蔵（島宇志夫） - 新吉（青野武） - 庄之助（井上真樹夫） - （北村弘一） - （立壁和也） - （林杏子）                               |       |
| 11   | うらみの天保銭         | 大原清秀   | 吉良敬三          | スタジオ・ゼロ   | - 儀助（宮内幸平） - お鶴（増山江威子） - 瓦版売り（立壁和也） - おかみ（森川久美子） - 手代（峰恵研）                                                                      |       |
| 12   | 首のない死体           | 阿部桂一   | 上梨満雄          | 虫プロダクション | - きぬ（武藤礼子） - 相羽小辺九郎兵衛（加藤修） - 越後屋嘉兵衛（田村錦人） - キク（松島みのり） - 伝八親分（立壁和也） - 山崎賀内（峰恵研）                                 |       |
| 13   | 黒い寺                 | 迫間健     | 小島英夫          | スタジオ・ゼロ   | - 重迫（相沢三良） - お浪（白石冬美） - 日啓（水鳥鉄夫） - 老父（砂田明） - 老母（森川久美子） - 番太（立壁和也）                                                           |       |
| 14   | 荒野の魔犬シャマイクル | 阿部桂一   | 村野守美          | 虫プロダクション | - 浪人（北村弘一） - 浪人（立壁和也） - 猟師（峰恵研） - アイヌの老人（田村錦人）                                                                                           |       |
| 15   | 大江戸番外地           | 阿部桂一   | 上梨満雄          | 虫プロダクション | - 松吉の妹（松島みのり） - 牢名主（立壁和也） - 津上（峰恵研） - 松吉（岡部政明） - 権次（加藤修）                                                                          |       |
| 16   | 捕物無情               | 梅林貴久生 | 吉良敬三          | スタジオ・ゼロ   | - 番太（立壁和也） - 源八（寺島幹夫） - 弥十（中村正） - 与力（鈴木泰明） - 太吉（峰恵研） - お房（五月女道子）                                                             |       |
| 17   | しぐれ降る夜           | 結束信二   | 岡崎邦彦          | 虫プロダクション | - おかよ<娘時代>（松島みのり） - 浪人（北村弘一） - 亭主（峰恵研） - 大五郎（立壁和也） - おかみ（北川智恵子） - 友吉（野沢那智） - おかよ（武藤礼子） - 弥乃吉（滝口順平） |       |
| 18   | なみだの縁切り榎       | 猪俣勝人   | 小島英夫          | スタジオ・ゼロ   | - 佐太郎（小林清志） - おしの（五月女道子） - 勘三（滝口順平） - お春（森ひろ子） - 正吉（森川久美子） - お妙（林杏子）                                                     |       |
| 19   | 子守やくざ             | 迫間健     | 林政行            | 虫プロダクション | - 順庵（北村弘一） - 官六（立壁和也） - おちいの父（峰恵研） - おちいの母（松島みのり） - 女中（北川智恵子） - おちい（栗葉子） - 三次（滝口順平）                          |       |
| 20   | うらみ                 | 西川洋二   | 黒川文男          | スタジオ・ゼロ   | - 浪人（寺島幹夫） - お妙（桂玲子） - 三次（青野武） - おやじ（立壁和也） - おかみ（麻生みつ子）                                                                            |       |
| 21   | 魔窟の罠               | 阿部桂一   | 上梨満雄          | スタジオ・ゼロ   | - 秋葉玄之丞（岡部政明） - 越前屋（立壁和也） - 沢庵（峰恵研） - 子供（北川智恵子）                                                                                         |       |
| 22   | 美しい獲物             | 迫間健     | 吉良敬三          | スタジオ・ゼロ   | - おもん（五月女道子） - 善助（仲木隆司） - 丹次郎（小林清志） - 仁兵衛（加藤精三） - おうら（稲葉まつ子） - 忠七（仲村秀生） - お伝（中村恵子）                            |       |
| 23   | あいつを殺した子守唄   | 北野真生   | 岡崎邦彦          | 虫プロダクション | - 役人（峰恵研） - お秋（松島みのり） - 五郎太（近石真介） - 六郎太（納谷悟郎）                                                                                             |       |
| 24   | 呪いの赤猫             | 深山伸     | ひでぼお          | スタジオ・ゼロ   | - 甲州屋（滝口順平） - 西陣屋（鈴木泰明） - おその（沢田敏子） - 番頭（立壁和也） - 赤猫（伊藤惣一） - 手代（峰恵研）                                                       |       |
| 25   | 涙の桜吹雪             | 鈴木生朗   | 真崎守            | 虫プロダクション | - 捕方（立壁和也） - 目明し清次（峰恵研） - おまき（来宮良子） - 鬼火の源内（大塚周夫）                                                                                     |       |
| 26   | 血煙り街道             | 根岸雅雄   | 棚橋一徳          | スタジオ・ゼロ   | - 大倉（滝口順平） - 荒尾（高塔正康） - 青江（寺島幹夫） - 山辺（北山年夫） - 先達（立壁和也） - 若侍（飯塚昭三） - 女（三上由紀）                                          |       |
| 27   | 地獄の用心棒           | 阿部桂一   | りんたろう        | 虫プロダクション | - 銀造（北村弘一） - 与兵衛（立壁和也） - 七郎（峰恵研） - お八重（栗葉子） - 玄馬（近石真介）                                                                              |       |
| 28   | 殺しの追跡             | 迫間健     | 吉良敬三          | スタジオ・ゼロ   | - 高田（井上真樹夫） - おふみ（松島みのり） - （小林清志） - （寺島幹夫） - （奥原晃） - （立壁和也）                                                                       |       |
| 29   | 座頭殺し               | 阿部桂一   | 林政行            | 虫プロダクション | - 倉田（峰恵研） - 典膳（立壁和也） - 青木（北村弘一） - 春の市（田村錦人） - おきく（松島みのり）                                                                          |       |
| 30   | 野良犬の唄             | 鈴木生朗   | ひでぼお          | スタジオ・ゼロ   | - （家弓家正） - （寺島幹夫） - （松島みのり） - （森川久美子） - （立壁和也） - （峰恵研） - （鈴木泰明） - （奥原晃） - （神山卓三）                                      |       |
| 31   | 神かくし               | 鎌田房夫   | 上梨満雄          | 虫プロダクション | - お梅（松島みのり） - お梅の母（北川智恵子） - 宗兵衛（加藤修） - 青太郎（峰恵研） - 弥助（立壁和也）                                                                      |       |
| 32   | 斬らせて戴きます       | 鈴木生朗   | 棚橋一徳          | スタジオ・ゼロ   | - ニセノ市（納谷悟郎） - お兼（麻生みつ子） - （加藤精三） - （島田彰） - （立壁和也） - （五月女道子）                                                                     |       |
| 33   | 母のない子の子守唄     | 阿部桂一   | 林政行            | 虫プロダクション | - ゆき（松島みのり） - 権次（立壁和也） - 喜平（岡部政明） - 伊助（峰恵研） - おかね（沢田和子）                                                                            |       |
| 34   | 暗い殺しの夜が来る     | 阿部桂一   | 吉良敬三          | スタジオ・ゼロ   | - （加藤精三） - （上田敏也） - （立壁和也） - （仲木隆司） - （兼本新吾）                                                                                                  |       |
| 35   | 稲妻小僧参上           | 迫間健     | 田宮武            | 東映動画         | - 佐之吉（野田圭一） - （北川国彦） - （永井一郎） - （朝倉宏二） - （山本圭子）                                                                                            |       |
| 36   | やっと見つけた親の仇   | 鈴木生朗   | 上梨満雄          | 虫プロダクション | - 伊之吉（岡部政明） - 中居（松島みのり） - 婆（北川智恵子） - 浪人（峰恵研） - やくざ（立壁和也） - 上総屋（近石真介）                                                     |       |
| 37   | 大江戸最大の捕物       | 三芳加也   | 勝間田具治        | 東映動画         | - 猪十郎（小林清志） - お蝶（小原乃梨子） - 鹿之助（永井一郎） - 小六（田の中勇）                                                                                           |       |
| 38   | 市を殺（ば）らせ!      | 迫間健     | 岡崎邦彦          | 虫プロダクション | - 竜達（立壁和也） - 陣内（峰恵研） - 甚兵衛（加藤修） - おけい（松島みのり） - 亥之吉（田村錦人）                                                                          |       |
| 39   | だだっ子道中           | 辻真先     | 吉良敬三          | スタジオ・ゼロ   | - （大塚周夫） - （高塔正康） - （立壁和也） - （中村恵子） - （松島みのり）                                                                                                |       |
| 40   | 三千両に手を出すな     | 杉浦久     | 田宮武            | 東映動画         | - 鬼十郎（内海賢二） - お町（増山江威子） - 熊造（杉浦宏策） - 音松（朝倉宏二） - 源太（立壁和也） - （田の中勇） - （山口奈々） - （津田まり）                             |       |
| 41   | ふたつ星の鈴はよぶ     | 梅谷卓司   | 小島英夫          | スタジオ・ゼロ   | - （納谷悟郎） - （滝口順平） - （白石冬美） - （田上和枝） - （丹波たかね） - （内田透） - （北川智恵子） - （井上弥太郎）                                                 |       |
| 42   | 旅は道づれ             | 迫間健     | 岡崎邦彦          | 虫プロダクション | - 贋佐武（峰恵研） - 贋市（北村弘一） - 太助（松島みのり） - 勘八（加藤精三） - 源太（立壁和也） - 御老公（八奈見乗児）                                                     |       |
| 43   | まぼろしが私を殺す     | 阿部桂一   | 石黒昇 棚橋一徳   | スタジオ・ゼロ   | - （加藤精三） - （島田彰） - （島宇志夫） - （朝倉宏二） - （立壁和也） - （丹波たかね） - （麻生みつ子）                                                                  |       |
| 44   | 笛吹けば女が消える     | 迫間健     | 上梨満雄          | 虫プロダクション | - 半助（峰恵研） - 伍助（立壁和也） - 大左衛門（塩見竜介） |       |
| 45   | 人斬り一代             | 迫間健     | 石黒昇            | スタジオ・ゼロ   | - 源太（大塚周夫） - （雨森雅司） - （加藤精三） - （島田彰） - （北村弘一） - （立壁和也） - （峰恵研） - （鈴木弘子）                                                     |       |
| 46   | 男一匹闇を斬る         | 杉浦久     | 勝間田具治        | 東映動画         | - 源太（柴田秀勝） - お志津（野沢雅子） - 弥七（今西正男） - 房造（立壁和也） - 秀松（矢田耕司） - 山川（緒方敏也） - 吉兵衛（北川国彦）                                    |       |
| 47   | これが男というものさ   | 阿部桂一   | 林政行            | 虫プロダクション | - あや（松島みのり） - 千吉（峰恵研） - 藤七郎（加藤修） - 定吉（田村錦人） - 権八郎（大塚周夫）                                                                            |       |
| 48   | 猫が知っている         | 辻真先     | 小島英夫          | スタジオ・ゼロ   | - （松島みのり） - （麻生みつ子） - （島田彰） - （北村弘一） - （北川智恵子） - （立壁和也） - （今西正男） - （鈴木泰明）                                                 |       |
| 49   | 飛びこんだ若様         | 迫間健     | 上梨満雄 岡崎邦彦 | 虫プロダクション | - 三太夫（田村錦人） - 一角（北村弘一） - 家老（立壁和也） - やくざ（峰恵研） - 女中（三上由紀） - 捨丸（菅野直行）                                                         |       |
| 50   | 男涙の土俵入り         | 三芳加也   | 棚橋一徳          | スタジオ・ゼロ   | - （毒蝮三太夫） - （加藤精三） - （小林修） - （島田彰） - （立壁和也） - （水鳥鉄夫） - （峰恵研） - （大矢兼臣） - （北川智恵子）                                        |       |
| 51   | 人の情のある限り       | 阿部桂一   | 林政行            | 虫プロダクション | - ゆり（松島みのり） - 喜助（立壁和也） - 医者（矢田耕司） - 宇和島典膳（塩見竜介）                                                                                         |       |
| 52   | 江戸の太陽             | 迫間健     | 吉良敬三          | スタジオ・ゼロ   | - （納谷悟郎） - （小林清志） - （立壁和也） - （峰恵研） - （今西正男） |       |

### 放送局
- 毎日放送
- 青森放送：金曜 18:00 - 18:30[7]
- 山形放送：木曜 19:00 - 19:30[8]
- 東北放送：日曜 9:00 - 9:30[9]
- 福島テレビ：木曜 18:15 - 18:45（1969年9月まで）→ 木曜 18:00 - 18:30（1969年10月から）[10]
- NET：木曜 21:00 - 21:30　→ 水曜 19:00 - 19:30
- 新潟放送：水曜 18:00 - 18:30[11]
- 北日本放送：火曜 17:30 - 18:00（1969年4月7日より放送開始）[12]
- 静岡放送：日曜 10:30 - 11:00(開始時期不明、1970年7月5日まで、第26話で打ち切り)[13]
- 中部日本放送(現、CBCテレビ)：木曜 21:15 - 21:45(1969年3月まで) → 木曜 18:00 - 18:30(1969年4月から)
- 山陽放送：土曜 18:00-18:30
- 九州朝日放送：日曜 18:25 - 18:55

### 映像ソフト化
- 1980年代にVHS全2巻が石森プロの通販で発売された[14]。各巻3話収録。
- 1999年にVHS全13巻が発売。
- 2001年、DVDが発売。
- 2005年7月27日に全話収録のDVD-BOXが発売。
- 2008年発売の『石ノ森章太郎生誕70周年記念DVD-BOX』に第1話が収録されている。
- 2013年08月28日に石ノ森章太郎生誕75周年特別企画 テレビまんが放送開始50周年記念企画第4弾 想い出のアニメライブラリー 第11集として、全話収録のデジタルリマスター版DVD-BOXが発売。

| NET（現：テレビ朝日）系 木曜21:00 - 21:30枠（1968年10月3日 - 1969年3月27日） | NET（現：テレビ朝日）系 木曜21:00 - 21:30枠（1968年10月3日 - 1969年3月27日） | NET（現：テレビ朝日）系 木曜21:00 - 21:30枠（1968年10月3日 - 1969年3月27日） |
| 前番組                                                                       | 番組名                                                                       | 次番組                                                                       |
| ---------------------------------------------------------------------------- | ---------------------------------------------------------------------------- | ---------------------------------------------------------------------------- |
| 花の恋人たち 【ここまで『大丸名作劇場』】                                    | 佐武と市捕物控 【当番組まで毎日放送制作枠】                                  | 頑張れ!かあちゃん （21：00〜21：56） 【ここからNET制作枠】                   |
| NET（現：テレビ朝日）系 水曜19:00 - 19:30枠（1969年4月2日 - 9月24日）        |                                                                              |                                                                              |
| ジョー90 ↓ スーパー少年ジョー90                                              | 佐武と市捕物控 【当番組まで毎日放送制作枠】 【当番組までネットセールス枠】   | ゲーム・テレパシー 【ここからNET制作枠】 【ここからローカルセールス】        |

## テレビドラマ

### 1971年版
タイトルは『十手野郎捕物控』。TBS系で、1971年10月6日から1972年2月9日(毎週水曜日夜8時から）に放送された。全18回。

#### 出演者
- 佐武：なべおさみ
- 市：藤岡琢也
- みどり：森川千恵子
- その他：中山仁、野川由美子

#### スタッフ
- 演出：山本和夫
- 脚本：柴英三郎、窪田篤人、辻久一
- 制作：テレパック、TBS

### 1981年版
1981年から1982年にかけてフジテレビの時代劇スペシャルで4話製作された。

#### 放送リスト
- 佐武と市捕物控（1981年7月31日）
- 佐武と市捕物控 斬る（1981年10月16日）
- 佐武と市捕物控 地獄の白狐（1982年4月23日）
- 佐武と市捕物控 岡っ引無情（1982年12月10日）

#### 出演者
- 佐武：三浦友和
- 市：梅宮辰夫
- みどり：名取裕子
- 佐平次：伴淳三郎（第1作、第2作）、由利徹（第3作）
- 田辺誠一郎：地井武男
- 伝八：山田吾一
- 留吉：浅見小四郎

##### 第1作ゲスト
- 池上：高橋長英
- 民乃：鳳八千代
- お芳：三浦リカ
- 塩屋：辻萬長
- 小糸：立石涼子
- 三太：葛生征樹
- 片桐：友金敏夫

##### 第2作ゲスト
- 辰：近藤洋介
- おしん：野川由美子
- おとせ：叶和貴子
- 六兵衛：桑山正一
- おさき：武知杜代子
- おゆい：ひろみどり

##### 第3作ゲスト
- 中島：原田大二郎
- 但馬屋：渥美国泰
- 喜助：高橋元太郎
- おしん：賀田裕子
- おてる：斉藤浩子
- 定吉：丹古母鬼馬二

##### 第4作ゲスト
- 弥助：石橋蓮司
- おさき：島村佳江
- おゆう：小野みゆき
- 惣兵衛：戸浦六宏
- 若年寄：深江章喜

#### スタッフ
- プロデューサー: 澤井謙爾、南條武史、桑原秀郎、伊藤彰将
- 脚本：廣澤榮、播磨幸兒
- 音楽：菅野光亮
- 音楽制作：あんだんて
- 監督：吉川一義
- 制作：フジテレビ、東映

### 2015年版
BS日テレ開局15周年記念スペシャルドラマとして、2015年12月19日に放送。シリーズ中「隅田川物語」をベースとする。

#### 出演者
- 佐武 - 小池徹平
- 市 - 遠藤憲一
- おつう - 内山理名
- みどり - 福田麻由子
- 清田慎之介 ‐ 柴田善行
- 宮内助右衛門 - 堀内正美
- 田所善兵衛 - 原田大二郎
- お伝 - 藤田弓子
- 佐平次親分 - 内藤剛志
- 勝小吉 - 里見浩太朗
- ナレーション：増田明美[16]

#### スタッフ
- 脚本：寺田敏雄
- 監督：雨宮望
- 音楽：奥山まさし
- 主題歌：小島綾香「この世でたった一つの愛」
- 技斗：菅原俊夫
- 協力：石森プロ
- 技術協力：オーカー、ジャパンブロードキャストソリューションズ(JBS)、西華デジタルイメージ
- 企画：西牟田知夫
- プロデュース：塚本恭史、進藤盛延
- 製作協力：東映太秦映像
- 製作著作：BS日テレ

### 2016年版
『佐武と市捕物控 冬夏の章』のタイトルで、2016年12月17日にBS日テレで放送。2015年版の続編にあたる。

#### 出演者
- 佐武 - 小池徹平[17]
- 市 - 遠藤憲一[17]
- 宮内助右衛門 ‐ 堀内正美
- 清田慎之介 ‐ 柴田善行
- 与志松 ‐ 小木博明
- みどり ‐ 福田麻由子
- 春田純一
- 丹波屋周五郎 ‐ 河西健司
- 志乃 ‐ 水沢エレナ
- 新吉 ‐ 忍成修吾
- 茂平 ‐ 今野浩喜
- 伊勢屋藤兵衛 ‐ 芋洗坂係長
- お伝 ‐ 藤田弓子
- 佐平次 ‐ 内藤剛志
- 勝小吉 ‐ 里見浩太朗
- ナレーション ‐ 池田昌子

#### スタッフ
- 脚本：寺田敏雄（夏の章「氷の朔日」）、深沢正樹（冬の章「椋鳥」）
- 監督：雨宮望
- 音楽：奥山まさし
- 主題歌：林部智史「あいたい」
- 技斗：清家三彦
- 特殊メイク：森田誠
- 協力：石森プロ、滋賀ロケーションオフィス、東映太秦映画村、八幡掘を守る会、眼科・外科医療器具歴史博物館、天牛書店
- 技術協力：オーカー、ジャパンブロードキャストソリューションズ（JBS）
- 企画：西牟田知夫
- プロデュース：佐藤明香、進藤盛延
- 製作協力：東映京都撮影所
- 製作著作：BS日テレ

## パチンコ
2011年にニューギンから「CR佐武と市捕物控」として登場。

## 関連
この他、1969年に東映が若山富三郎主演で映画化しようとしたことがある（「子連れ狼」を参照）。